# Радлов, Карл Фридрих
Карл Фридрих Радлов (нем. Karl Friedrich Radloff; 1784—1842) — немецкий и российский педагог; адъюнкт-профессор латинской словесности при Императорском Санкт-Петербургском университете; отец Леопольда Радлова.

## Биография
Родился в 1784 году в Лаухштедте  близ Лейпцига (Саксония). Происходил из духовного звания и поэтому сначала изучал в Лейпцигском университете богословские науки, затем — филологию.
Педагогическую деятельность К. Ф. Радлов начал девятнадцатилетним юношей, поступив в 1803 году учителем Лейпцигской вольной школы. В 1806 или 1807 году, по совету профессоров, Радлов принял приглашение графа Ламздорфа быть учителем и воспитателем его детей и уехал в Санкт-Петербург. В 1811 году он был приглашён профессором латинского языка и словесности в Конрадинскую гимназию в Данциге, но в том же году возвратился в Россию, так как Данциг был в это время занят французами. В Санкт-Петербурге он стал работать в учебно-воспитательном заведении пастора Иоганна фон Муральта.
В 1819—1822 гг. Радлов преподавал латинский и немецкий языки в Главном немецком училище Святого Петра (Петришуле), латинский язык — в губернской (впоследствии второй) Санкт-Петербургской гимназии, а также латинскую словесность в Петербургском университете, заменяя временно — с мая по октябрь 1819 года — профессора Ф. Ф. Гедике, уехавшего по болезни в отпуск.
После защиты 18 августа 1820 года в Санкт-Петербургском университете диссертации «De studio linguarum antiquarum saepe neglecto coque melius distituendo», 29 сентября того же года он был определён адъюнкт-профессором латинской словесности вместо ушедшего Гедике, и преподавал до 30 марта 1822 года, когда был уволен, согласно собственному прошению, «по болезни». По этому поводу В. В. Григорьев писал: 

…люди с благородной душой и свежим умом не могли помириться с деспотическими и нелепыми требованиями Магницкого, и один за другим оставляли университет: вслед за Раупахом, Германом и Арсеньевым, лишился он Балугьянского, Плисова, Панснера, Радлова, Шармуа и Деманжа.
В. В. Григорьев указывает также, что все эти лица во время экстренных собраний Конференции под председательством Д. П. Рунича, в ноябре 1821 года, «отказывались от подачи мнений на том основании, что обвиняемым (Раупаху, Герману, Арсеньеву и Галичу) не дано ни малейших средств к оправданию, вопреки не только нравственному чувству, но и существующим постановлениям».
18 апреля 1822 года Карл Фридрих Радлов принял российское подданство России. Оставив университет, он в том же году, вместе с семьёй, уехал в Лифляндскую губернию и поселился в имении жены Филиппины Марианны, (урожденная Самсон-фон-Гиммельшерна; 01.03.1791—09.05.1833) Киббиярви (в Дерптском уезде); там он устроил учебное заведение для подготовки к поступлению в Дерптский университет.
Последние годы жизни Карл Фридрих Радлов провёл в Феллине (ныне Вильянди), где устроил училище и пансион и где скончался 30 апреля (12 мая) 1842 года.